# Aeroportul Salinopolis
Aeroportul Salinopolis (IATA: OPP, ICAO: SNSM) este un aeroport din Pará, Brazilia ce deservește zona Salinópolis. Aeroportul a fost tranzitat în 2022 de 302 pasageri. A fost numit după zona deservită.
Situat la o altitudine de 27 m, aeroportul dispune de 1 pistă.

## Infrastructură

### Piste
Aeroportul dispune de o singură pistă. Pista 9/27 are suprafața de asfalt și dimensiunile 1.000 m × 25 m. 